# Лысяк, Николай Петрович

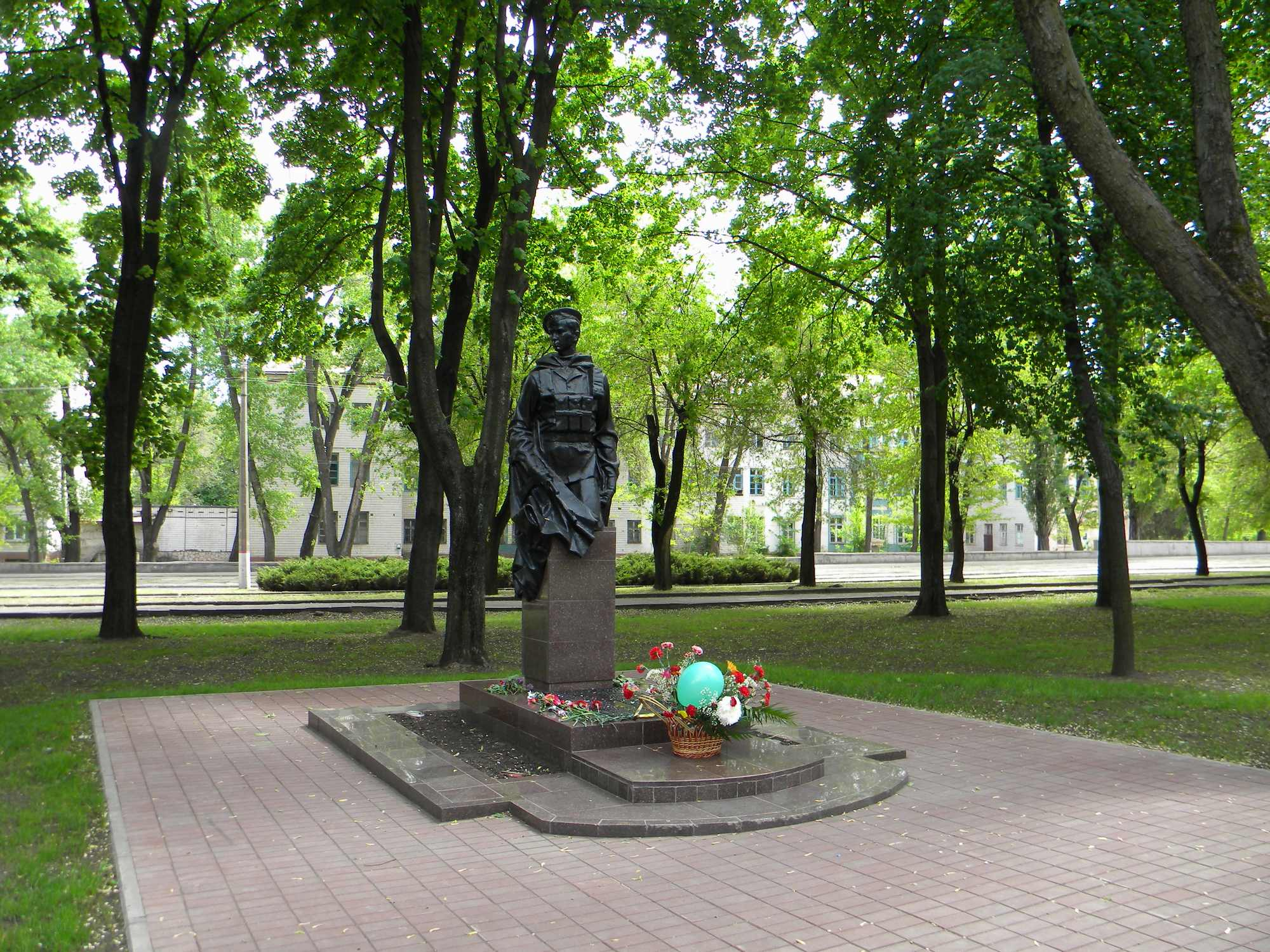
Имя на памятнике воинам-интернационалистам на Дзержинке (Кривой Рог)

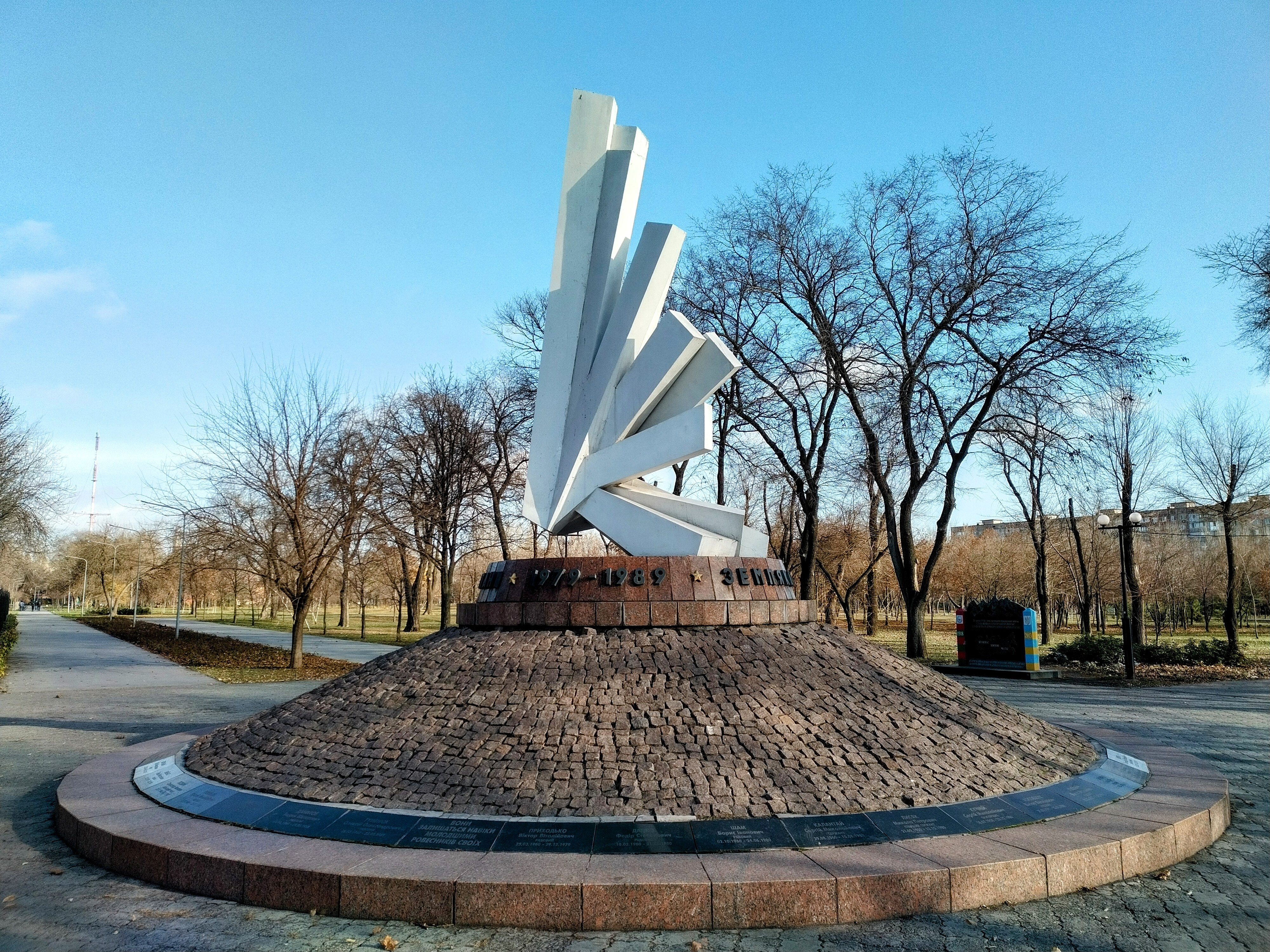
Имя на памятнике воинам-интернационалистам в Юбилейном парке (Кривой Рог)

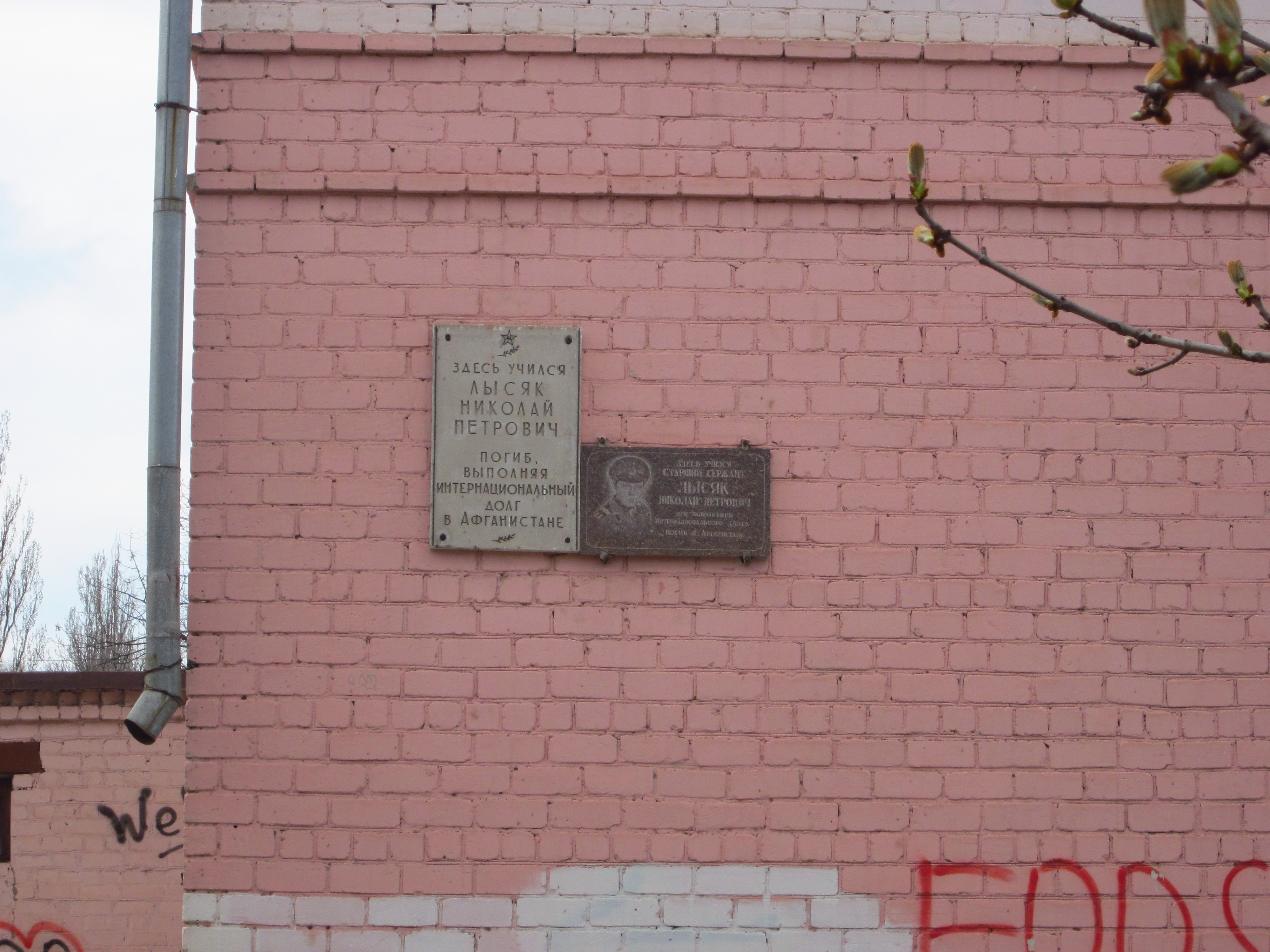
Памятная плита на школе № 93, где учился Николай Лысяк (Кривой Рог)

Лысяк Николай Петрович (21 сентября 1959, Попельнастое, Кировоградская область — 13 октября 1980, Газни, Газни) — советский военнослужащий, старший сержант, заместитель командира разведывательного взвода, участник Афганской войны.

## Биография
Родился 21 сентября 1959 года в селе Попельнастое Александрийского района Кировоградской области УССР в рабочей семье.
Окончил среднюю школу № 93 и в 1978 году СПТУ, работал трактористом на горно-обогатительном комбинате[уточнить] в Кривом Роге Днепропетровской области. 
9 ноября 1978 года призван в Вооружённые силы СССР Жовтневым районным военным комиссариатом Кривого Рога. В январе 1980 года в звании старшего сержанта направлен в состав ограниченного контингента советских войск в Афганистане, служил заместителем командира разведывательного взвода. Участвовал в 30 боевых выходах и засадах.
13 октября 1980 года во время рейда в районе города Газни группа солдат, которой он командовал, вышла во фланг противнику и нанесла ему поражение, лично подавил несколько огневых точек. В этом бою был смертельно ранен.
Похоронен в Кривом Роге на Центральном кладбище (участок 24, ряд 7, могила 14).

## Награды
- Орден Красной Звезды (посмертно);
- Медаль «За боевые заслуги»[1][2].

## Память
- Имя на памятнике воинам-интернационалистам Днепропетровщины, погибшим в Афганистане (Днепр)[4];
- Имя на памятнике воинам-интернационалистам на Дзержинке (Кривой Рог);
- Имя на памятнике воинам-интернационалистам на КРЭСе (Кривой Рог);
- Имя на памятнике воинам-интернационалистам в Юбилейном парке (Кривой Рог);
- Именем названа улица в Жовтневом районе (Кривой Рог);
- Памятная плита на фасаде гимназии № 93 (Кривой Рог), установленная в 1989 году[5];
- Памятная плита на фасаде дома № 8 по переулку Бутлерова в Жовтневом районе (Кривой Рог).